# Le Goff
Le Goff ist ein besonders in Frankreich verbreiteter Familienname.

## Herkunft und Bedeutung des Namens
Der Name ist bretonischen Ursprungs. In der bretonischen Sprache bedeutet er „Schmied“ (in modernem Bretonisch: gov; dieselbe Wurzel weisen u. a. die keltischen Schmiedegottheiten und Sagengestalten Govannon, Goibniu, Gobanos auf).

## Namensträger
- Jacques Le Goff (1924–2014), französischer Historiker
- Nicolas Le Goff (* 1992), französischer Volleyballspieler
- Paul Le Goff (1883–1915), französischer Bildhauer
- René Le Goff (1944–2010), französischer Sportfunktionär
- Vincent Le Goff (* 1989), französischer Fußballspieler

## Varianten
- Le Goffic (vgl. Charles Le Goffic)
- An Gof (vgl. Michael An Gof)